# هنگ سامرین
هنگ سامرین (خمر: ហេង សំរិន؛ زادهٔ ۲۵ مهٔ ۱۹۳۴) یک سیاست‌مدار اهل کامبوج است. سامرین چهارمین رئیس مجلس کشور کامبوج می‌باشد